# David Ramírez Ruiz
David Gerardo Ramírez "El Princeso" Ruiz (Guadalupe, San José, Costa Rica, 28 de mayo de 1993) es un futbolista costarricense que juega como delantero en Santa Ana, de la Primera División de Costa Rica.
Ramírez comenzó su carrera deportiva en las categorías inferiores del Deportivo Saprissa y debutó con el primer equipo en 2013. En sus dos temporadas ininterrumpidas con el club morado, disputó 44 partidos y anotó 14 goles. En la temporada 2013-14, David se convirtió en el Mejor Jugador Revelación Sub-21 y recibió el galardón por parte de los Premios FPD. En enero de 2015, el futbolista participó la segunda mitad de la Ligue 1 2014-15 con el Évian Thonon Gaillard en calidad de cedido, y regresó al equipo dueño de su ficha en mayo de ese año. El 29 de junio de 2016 vuelve a salir de préstamo, esta vez hacia el Moreirense de Portugal.
En su primera temporada con los tibaseños, consiguió el doblete, ganando el Torneo de Copa 2013 y el Campeonato de Verano 2014. Dentro de su primera etapa con Saprissa se destaca el subcampeonato de la Copa Popular y la consecución del título de Invierno 2014. En su segundo periodo logró el Torneo de Invierno 2015. 
Es internacional absoluto con la selección costarricense desde el 3 de septiembre de 2014. Anteriormente disputó torneos de categoría menor con la escuadra sub-20, tales como los Juegos Centroamericanos San José 2013, el cual logró la medalla de plata, luego el Torneo Esperanzas de Toulon y el Preolímpico de Concacaf en 2015. Conquistó con el equipo mayor la Copa Centroamericana 2014 y fue tomado en cuenta para las ediciones de la Copa de Oro de la Concacaf de 2015 y 2017.

## Trayectoria

### Deportivo Saprissa
Su formación futbolística inició oficialmente en Generación Saprissa, equipo de la Segunda División de Costa Rica y filial del Deportivo Saprissa desde el año 2010. Se destacó por su velocidad y posicionado como delantero centro, donde le consiguió anotar en numerosas ocasiones. Fue ascendido al plantel principal tres temporadas después.
David Ramírez debutó oficialmente con el primer equipo en el Torneo de Copa 2013 frente a Asociación Deportiva Guanacasteca por los octavos de final de la competición, jugando 68 minutos y con victoria del club morado 0-1. Para el partido de vuelta, anotó por primera vez con Saprissa el 10 de julio al minuto 41'; partido que quedó finalizado 3-0, logrando así la segunda victoria. Tuvo participación en las siguientes fases ante Uruguay de Coronado y Cartaginés, por los cuartos y semifinales, respectivamente y avanzando a la final. El 4 de agosto fue la final contra Carmelita en el Estadio Nacional; cuando se transcurrían 10 minutos de juego fue expulsado del campo, dejando a su equipo con 10 hombres desde muy temprano. No obstante, el partido finalizó 0-0 y se definió por penales, en los cuales Saprissa ganó 4-2, obteniendo su primera copa con el club tibaseño.
Para el Campeonato de Invierno 2013 fue tomado en cuenta por el entrenador Ronald González para disputar trece partidos de veintidós en la fase regular, anotando cuatro goles. Su primer juego fue el 18 de agosto en el empate 0-0 ante la Universidad de Costa Rica, en el cual ingresó como variante por Ariel Rodríguez al minuto 51'. Recibió la segunda expulsión como morado el 25 de agosto en la jornada 4 frente a Limón, juego que anotó dos veces en la victoria 1-2, por hacer una celebración polémica e ir hacia la afición limonense a lanzar improperios. Por consiguiente, quedó suspendido tres partidos por razones de indisciplina, impuesto por el Comité Disciplinario de UNAFUT. Sin embargo, a partir de la jornada 18 fue baja por lesión, perdiéndose lo que restaba del torneo y su equipo no logró avanzar a la final tras caer contra Alajuelense en semifinales por la ventaja deportiva que obtuvo su rival en la fase regular de la competición.
Después de haber finalizado el periodo de descanso, y con el Campeonato de Verano 2014 en curso, hizo su regreso en la jornada 10 el 25 de febrero frente a Belén, consiguiendo actuar 29 minutos en la victoria 1-2 y jugando como visitante en el Estadio Rosabal Cordero. Al final de la fase regular, participó en diez encuentros, en tres se quedó en el banquillo e hizo tres anotaciones. Anterior a eso, marcó la polémica nuevamente en su celebración del gol producida el 20 de abril ante Belén, la cual se dice que hizo el gesto de «corte de manga», en la victoria 4-0. Luego, afirmó que el italiano Francesco Totti realizó el mismo gesto en un partido, por lo que David lo imitó. Su equipo logró clasificar de primero en la tabla, obteniendo la ventaja deportiva, enfrentándose al cuarto lugar perteneciente a la Universidad de Costa Rica; las series acabaron 2-2 en la ida y 2-0 en la vuelta, con participación de Ramírez en los juegos y sellando el pase a la final. En la última instancia, enfrentó el clásico ante Liga Deportiva Alajuelense, donde tuvo actuación por 30 minutos en la ida y 52' en la vuelta con resultados de 0-0 y 1-0; logrando ser campeón nacional, su primera estrella y la histórica «30» para la institución.
Regresó a la actividad deportiva una vez que acabó el receso de pretemporada, jugando el Torneo de Copa 2014, donde su equipo enfrentó a Cariari, Santos y Limón en la fase de grupos, con marcadores de 0-7, 4-2 y 2-4, respectivamente —anotando doblete sobre los limonenses—. Logró avanzar a las semifinales con su club, ante Herediano, participando 90 minutos en la ida, pero en la vuelta quedó en el banquillo, con dos empates a un gol. Finalmente, el equipo aseguró el pase a la final tras vencer al Team en la tanda de penales con marcador de 6-5. Por último, enfrentó a Cartaginés y anotó el segundo gol para el conjunto morado, el primero fue de su compañero Ariel Rodríguez dando una ventaja de 0-2. Sin embargo, su club salió derrotado 3-2, consiguiendo el subcampeonato de la competición.
Una vez iniciado el Campeonato de Invierno, anotó en la jornada inaugural contra el recién ascendido AS Puma, consiguiendo la primera victoria del club con marcador de 4-2. Jugó durante catorce partidos, y en dos quedó en el banquillo. En el proceso, fue convocado por el director técnico interino de la Selección de Costa Rica Paulo Wanchope, para disputar la Copa Centroamericana en Estados Unidos. Ramírez se reincorporó al Saprissa y terminó de concluir el torneo con su club. Además, participó en la Concacaf Liga Campeones después de cuatro años que su club no lo hacía; obtuvo un empate, dos victorias y una derrota contra el Sporting Kansas City, lo que provocó la salida del entrenador Ronald González y nombrando al Gerente Deportivo Jeaustin Campos como el nuevo director técnico. Ramírez una vez más provocó el conflicto y el disgusto, posterior a la pérdida 3-1 contra el Kansas —razón por la que no fue convocado en el partido siguiente ante el Cartaginés—, y antes por el empate 1-1 ante el Estelí en suelo nicaragüense, donde se dice que tuvo problemas con su compañero Ariel Rodríguez. David estuvo en el terreno de juego los cuatro partidos del torneo continental. Una vez acabada la fase regular del campeonato local, Ramírez registró tres goles. En la fase de semifinales, fue titular en la ida y jugó los 90 minutos contra Alajuelense con el resultado 1-0 a favor de los morados. Aunque quedó en el banquillo en la vuelta, su equipo logró llegar a la segunda final consecutiva con el marcador de 1-1 y 2-1 en el global. La final la disputó contra Herediano; igualmente quedó en la suplencia en la victoria 4-2 de la ida. El 20 de diciembre, jugó 89 minutos y el resultado fue 1-1, y 5-3 en el global, obteniendo el segundo campeonato con el club y la «31» para las vitrinas de la institución.

### Évian Thonon Gaillard F. C.
En enero de 2015, el Saprissa realiza el préstamo del jugador al Évian Thonon Gaillard FC por un período de seis meses con opción de compra. Debutó en su primer equipo europeo el 18 de enero contra el París Saint-Germain, ingresando al minuto 80', y utilizó la dorsal «12». Jugó en la segunda ronda de la Copa de Francia frente al A.S. Monaco, pero su equipo perdió 2-0, lo que significó la eliminación del Evian. Durante la segunda mitad de la temporada 2014/15 de la Ligue 1, Ramírez obtuvo participación solo por 5 partidos (141 minutos en total), y en 3 quedó en el banquillo. Su bajo rendimiento también se debió a la lesión muscular que sufrió en marzo. Sin embargo, su equipo descendió, por lo que su ligamen con los franceses finalizó, y regresó nuevamente a su país para vincularse con el Saprissa.

### Deportivo Saprissa
El jugador se reincorporó a los entrenamientos con los morados a partir de junio de 2015, para reforzar el club de cara a la siguiente temporada. En las semanas de agosto, el delantero se mantuvo lesionado debido a la carga que tuvo posterior a la Copa de Oro. Sin Ramírez, su equipo derrotó exitosamente a Belén por la primera fecha del Campeonato de Invierno, disputada en el Estadio Rosabal Cordero con marcador de 0-2. David regresó a la acción el 20 de agosto, en el juego frente a W Connection de Trinidad y Tobago por la fase de grupos de la Concacaf Liga de Campeones; el jugador entró como variante por Deyver Vega al minuto 63' y seis más tarde anotó un gol. El resultado final fue con cifras de goleada 4-0. Tres días después, tuvo su primera participación en el torneo nacional contra Pérez Zeledón. El 25 de agosto enfrentó al Santos Laguna de México en el Estadio Ricardo Saprissa; a pesar de iniciar perdiendo, su club remontó el marcador y ganó 2-1. David tuvo una destacada actuación en este partido y recibió tarjeta amarilla al minuto 80'. El 13 de septiembre, logró el gol más rápido de la temporada tras marcarlo al minuto 1' con 45 segundos, ante Liga Deportiva Alajuelense, pero fue insuficiente, ya que su rival ganó 1-2. Tres días después, sufrió una migraña que le impidió participar en el tercer juego contra el equipo trinitario, en el Estadio Hasely Crawford; el resultado de este cotejo finalizó con una pérdida de 2-1, por lo que Jeaustin Campos y José Giacone fueron rescindidos de la dirección técnica. En su lugar, fue nombrado el exfutbolista Douglas Sequeira como el entrenador interino. El 20 de octubre, se confirmó la eliminación de su conjunto del torneo regional tras ser derrotado 6-1 frente al Santos. El 26 de octubre, Carlos Watson fue presentado como el nuevo técnico interino, quien se encargaría del equipo hasta el final del torneo. David Ramírez logró su segunda anotación el 9 de diciembre, al conseguirlo contra Liberia para el triunfo 5-0. De esta manera, su club avanzó a la siguiente fase de la competición nacional al acabar de tercer lugar en la tabla de posiciones. La semifinal de ida se dio el 13 de diciembre contra Herediano, de local en el Estadio Ricardo Saprissa; Ramírez participó 12 minutos y sus compañeros Daniel Colindres y Marvin Angulo anotaron para la victoria 3-0. Posteriormente el delantero quedó en la suplencia para el juego de vuelta. Aunque su equipo perdió 2-0, avanzó a la última instancia por el marcador global de 2-3. El 20 de diciembre, únicamente apareció por 6 minutos en la final de ida frente a Alajuelense, pero su club salió victorioso con cifras de 2-0. Tres días después se desarrolló el encuentro de vuelta en el Estadio Morera Soto; el delantero entró como variante por Ariel Rodríguez y asistió a Colindres para la segunda anotación, lo que significó nuevamente el triunfo, siendo esta vez de 1-2. El resultado global terminó 1-4, por lo que su equipo ganó el campeonato y el título «32» en la historia. Además, David conquistó su tercero personal como saprissista.
Debido a la salida del goleador Ariel Rodríguez del equipo en enero de 2016, las oportunidades de Ramírez de colocarse como titular se incrementaron. El 17 de enero, se llevó a cabo la primera jornada del Campeonato de Verano contra Belén en el Estadio Ricardo Saprissa. Anotó su primer gol del torneo al minuto 39', y el determinante para la victoria de 2-1. El 27 de enero, en el encuentro ante Carmelita, el atacante recibió un pase de 38.6 metros por parte de Francisco Calvo para conseguir otro tanto. Luego, al minuto 58', hizo una extraordinaria «chilena» para colocar su segundo gol del partido, el cual terminó con goleada de 4-0. El 4 de febrero, salió expulsado al minuto 87' en el juego frente al Pérez Zeledón, el cual concluyó en pérdida de 0-1. David fue suspendido por dos encuentros. Volvió en la jornada 8 contra la Universidad de Costa Rica, y anotó al minuto 9'. El marcador fue de 3-0 a favor de su equipo. El 28 de febrero, en el juego frente a Liberia en el Estadio Ricardo Saprissa, David salió de cambio al minuto 25' por un desgarro en su muslo izquierdo. Con esto, quedaría ausente por un mes. Regresó el 10 de abril, en el encuentro contra el Cartaginés e ingresó al minuto 77' por Mynor Escoe; el resultado terminó 2-0 con victoria. El 24 de abril, Ramírez asistió a David Guzmán para conseguir el tanto del empate, frente a Liberia en el Estadio Edgardo Baltodano. Al término de la etapa regular de la competencia, su club alcanzó la segunda posición de la tabla, por lo que clasificó a la ronda eliminatoria. El futbolista apareció en 12 juegos, de los cuales marcó cuatro goles y brindó una asistencia. El 30 de abril se efectuó la semifinal de ida en el Estadio Morera Soto ante Alajuelense; el atacante participó los 90 minutos y el marcador terminó en pérdida de 2-0. El 4 de mayo, llegó a la vuelta con la responsabilidad de revertir lo ocurrido y se mostró como titular. No obstante, al minuto 38' salió como variante por Diego Calvo, debido a que padeció de una lesión. El resultado finalizó de nuevo en derrota, siendo esta vez con cifras de 1-3, sumado a esto que el global fue de 1-5. Con lo obtenido en la serie, su club perdió la posibilidad de revalidar el título tras quedar eliminados.

### Moreirense F. C.
El 29 de junio de 2016, se confirmó mediante un comunicado de prensa, la salida de Ramírez al Moreirense Futebol Clube de la Primeira Liga portuguesa. El delantero permanecería un año en condición de préstamo y fue presentado oficialmente el 6 de julio.
Debutó el 13 de agosto, fecha correspondiente al inicio de la temporada 2016-17 de la liga, contra el Paços de Ferreira como local en el Estadio Joaquim de Almeida Freitas. En esa oportunidad, Ramírez entró de cambio al minuto 86' por Francisco Geraldes y el marcador terminó balanceado a un gol. La primera anotación en el club se dio el 9 de enero de 2017, al minuto 84' en la victoria ajustada de 1-0 sobre Belenenses. El 29 de enero ganó su primer título vistiendo la camiseta verdiblanca, tras vencer en la final con cifras de 0-1 al Sporting de Braga en el Estadio Algarve. El atacante aguardó desde la suplencia en este compromiso. Su segundo gol en competencia liguera lo concretó el 17 de abril contra el Nacional, en el triunfo de visita 0-1. Al finalizar el año deportivo, su conjunto alcanzó el decimoquinto lugar de la clasificación con 33 puntos. Por otra parte, David contabilizó veinticuatro apariciones tanto en liga como en copa, de las cuales consiguió solamente dos tantos. Regresó a su país debido a la conclusión del préstamo.

### Deportivo Saprissa
El 24 de mayo de 2017, se hizo oficial el retorno del delantero al Deportivo Saprissa, como nuevo refuerzo para la siguiente temporada. Su debut en el Torneo de Apertura se produjo el 30 de julio en el Estadio "Fello" Meza de Cartago, escenario en el que su conjunto fungió como local contra Carmelita. Ramírez, por su parte, ingresó de relevo al minuto 74' por el argentino Mariano Torres y utilizó la dorsal «24» en la victoria con cifras de 4-2. Una semana después apareció en el once inicial y concretó su primer gol del certamen al minuto 22', sobre Pérez Zeledón en la ganancia de visitante 1-2. El 20 de agosto aportó la única anotación en el partido frente a la Universidad de Costa Rica, para el triunfo ajustado de 1-0. Tres días posteriores, en jornada de reposición de la tercera fecha ante el Cartaginés en el Estadio Ricardo Saprissa, David recibió un centro de Daniel Colindres para empalmar un cabezazo al minuto 43' y así lograr su tercer gol en la liga. Su aporte fue fundamental en la victoria de 3-0. El 20 de septiembre hizo su cuarto tanto del torneo ante Liberia, tras aprovechar un testarazo de Anderson Leite y rematar con derecha al minuto 49', esto para poner la ventaja momentánea de 2-0. Finalmente, el resultado definió el triunfo de los morados con goleada 4-0. El 15 de octubre anotó un gol sobre el Cartaginés, en la victoria de su club por 3-4. Alcanzó su primer doblete de la temporada una semana posterior en el Estadio Ricardo Saprissa, a los minutos 5' y 82' contra Limón. Los saprissistas avanzaron a la cuadrangular en el segundo sitio con 43 puntos. Ramírez puso de cabeza el único gol y que sirvió para la victoria 0-1 ante el Herediano, el 3 de diciembre en el Estadio Rosabal Cordero. Al cierre de esta última etapa, el conjunto tibaseño quedó sin posibilidades de optar por el título. El delantero contabilizó veinticinco apariciones, hizo ocho tantos y colaboró con cuatro asistencias.

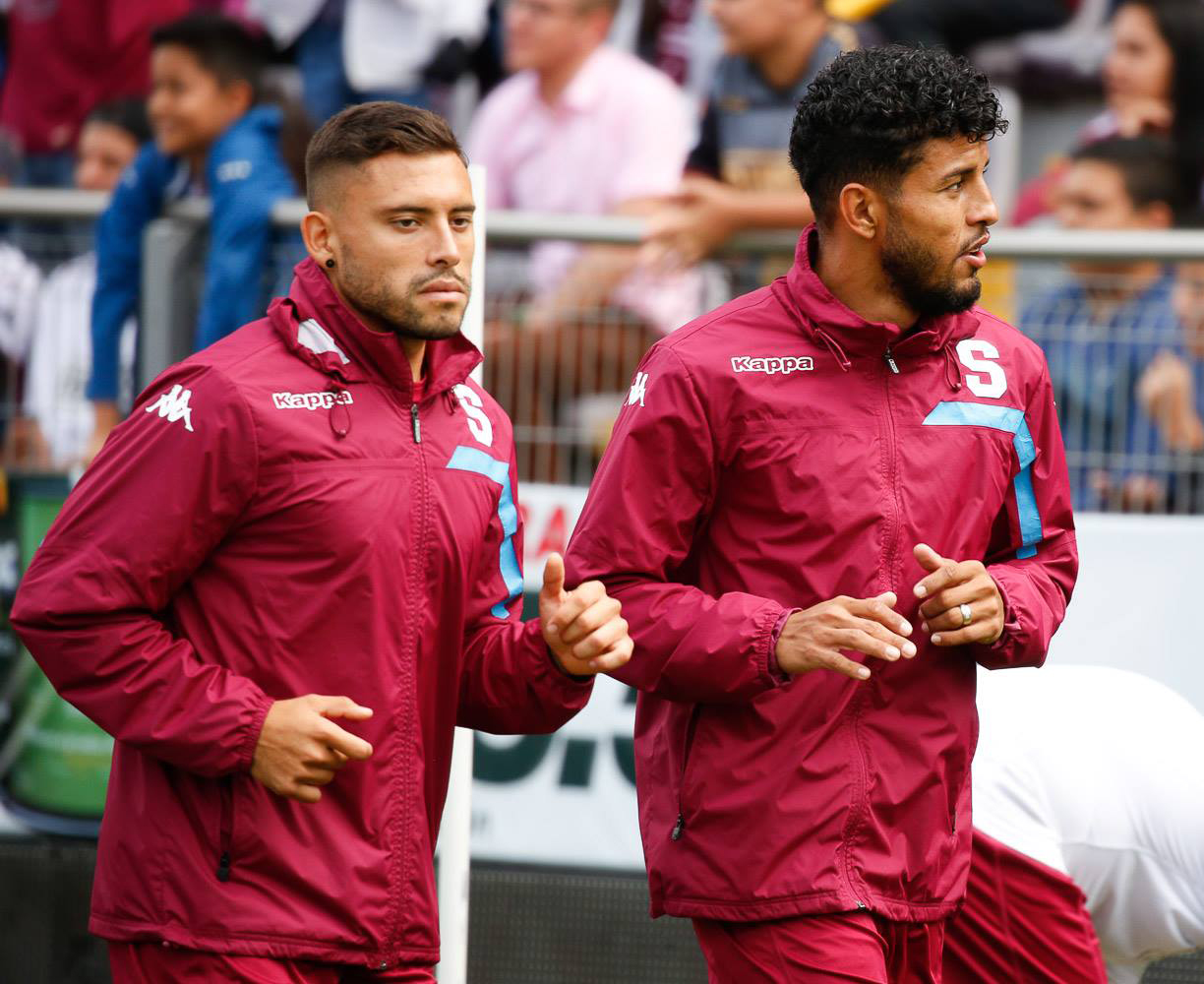
Ramírez entrenando con Johan Venegas en enero de 2018.

Con miras al Torneo de Clausura 2018, su equipo cambió de entrenador debido al retiro de Carlos Watson, siendo Vladimir Quesada —quien fuera el asistente la campaña anterior— el nuevo estratega. Ramírez completó la totalidad de los minutos en la primera fecha del 7 de enero ante Liberia, en el Estadio Edgardo Baltodano, donde se dio la victoria de los morados por 0-3. Hizo un doblete el 14 de enero, a los minutos 31' y 60', sobre el Cartaginés en el triunfo de visita 0-3. Tres días más tarde, Ramírez marcó de cabeza su tercer gol al minuto 64' contra Carmelita (victoria 3-1). Salvó a su conjunto de la derrota el 24 de enero frente a Grecia, concretando el tanto del empate al minuto 89' en el resultado final de 2-2. El 28 de enero colaboró con una anotación en el triunfo 3-1 ante Alajuelense. Su sexto gol se produjo el 7 de febrero sobre Pérez Zeledón (ganancia 3-0), asistido por su compañero Christian Bolaños. El 27 de febrero fue dado de baja por lesión grado dos del ligameto colateral medial de la rodilla derecha, así como un proceso inflamatorio del ligamento cruzado anterior, descartándose una ruptura. Su tiempo de recuperación sería de al menos un mes. De vuelta en acción, jugó nuevamente y de forma oficial el 15 de abril en el duelo contra Guadalupe, juego en el que ingresó de cambio por el hondureño Jerry Bengtson al minuto 73'. El 2 de mayo marcó un gol frente al Santos de Guápiles a través de un remate fuera del área donde el balón se coló en el ángulo imposible para el guardameta contrario. El 9 de mayo anotó de cabeza el segundo tanto de los morados en la victoria 2-1 sobre el Herediano, demostrando ser efectivo en las oportunidades que inicia en la titularidad. Cuatro días después, consiguió un gol al minuto 25' contra Alajuelense por la última fecha de la cuadrangular. El 20 de mayo se proclama campeón del torneo con su club tras vencer al Herediano en la tanda de penales —serie en la que David cobró exitosamente el tercer tiro—. El delantero sumó un total de veintiún apariciones, marcó nueve tantos y dio una asistencia.

### A. C. Omonia Nicosia
El 17 de julio de 2018, se oficializa la salida del atacante tras aceptar una oferta en el balompié de Chipre. Cuatro días después es presentado como refuerzo del Omonia Nicosia de la máxima categoría de ese país, donde estampó la firma por un periodo de tres años.

### Deportivo Saprissa
El 30 de agosto de 2019, Ramírez regresó al Deportivo Saprissa en condición de préstamo por una temporada, siendo incluido en las últimas horas de inscripciones. Su presentación en conferencia de prensa se dio el 6 de septiembre. Hizo su debut dos días después en el Estadio Nacional contra Grecia, juego en el que ingresó de cambio por Suhander Zúñiga. Al minuto 77' concretó su primer gol de cabeza y el conclusivo del triunfo por 0-6. El 11 de septiembre convirtió un tanto sobre San Carlos (3-1), y tres días más tarde volvió a ser protagonista con una anotación ante Universitarios (4-0), partidos que acabaron en victorias. El 6 de octubre se destapó con un doblete frente a Alajuelense, pero fue expulsado al minuto 87' por doble acumulación de tarjetas amarillas. Su castigo posterior se hizo más grave debido a la revisión del video por parte del tribunal disciplinario, el cual le terminó imponiendo siete juegos de suspensión, esto por haber escupido al rival Júnior Díaz. Además debió abonar una multa de trescientos veinticinco mil colones. El 31 de octubre, por la vuelta de la semifinal de Liga Concacaf ante el Olimpia de Honduras, David recibió un pase filtrado de Suhander Zúñiga por el costado derecho y ejecutó un remate cruzado para marcar el gol al minuto 94', el cual definió la victoria por 4-1 y por consiguiente la clasificación a la siguiente instancia del torneo. El 26 de noviembre se proclama campeón del torneo continental tras vencer en la final al Motagua hondureño.
Ramírez no pudo iniciar el Torneo de Clausura 2020 debido a un problema con su inscripción, pero debutó en la segunda fecha de local contra Guadalupe. En su primera aparición marcó un gol al minuto 35' en la victoria por 3-0. El 1 de febrero, durante un partido amistoso frente al Portland Timbers, David sufrió una lesión de ligamento cruzado anterior de la rodilla derecha. Fue operado el 13 de febrero y quedó fuera de toda participación por un aproximado de seis a nueve meses. El 29 de junio alcanzó el título nacional con Saprissa, luego de superar la serie final del campeonato sobre Alajuelense.

### A. C. Omonia Nicosia
El 3 de julio de 2020, se confirmó su salida de Saprissa una vez cumplido el préstamo del Omonia Nicosia. Ramírez se perdió la primera mitad de temporada en medio de su recuperación, y el 3 de diciembre logró finiquitar su contrato con el equipo.

### C. S. Cartaginés
El 4 de enero de 2021, David fue presentado como nuevo refuerzo del Cartaginés, equipo al que fue vinculado por un año. Se estrenó con la camiseta blanquiazul el 17 de enero, por la segunda fecha del Torneo de Clausura contra Guadalupe. Ramírez ingresó de variante por Roger Rojas al minuto 59' y el marcador terminó en victoria por 2-1. Convirtió su primer gol de la campaña el 13 de marzo, en la visita ante el cuadro
guadalupano y por la vía de penal para concluir el triunfo por 0-3. El 17 de abril concretó una nueva anotación para guiar a su club a la victoria por 1-2 sobre el Herediano. Luego de que Cartaginés no alcanzara un puesto en las semifinales del torneo, el 20 de mayo anunció la salida de seis futbolistas incluido David Ramírez.

### Deportivo Saprissa
El 24 de junio de 2021, el Deportivo Saprissa fichó a Ramírez llegando a un acuerdo por seis meses.
Inició la temporada disputando el primer partido del Torneo de Apertura 2021 el 27 de julio, compromiso en el que tuvo acción en los últimos veintinueve minutos de la victoria de local por 3-0 sobre el Santos de Guápiles. El 30 de julio consiguió su primer tanto de la campaña ante el Pérez Zeledón. El 4 de agosto conquistó el título de la Supercopa luego de que su equipo venciera de forma contundente a Alajuelense por 4-1 en el Estadio Nacional. Ramírez fue el autor del último gol saprissista en este partido. El 14 de octubre marcó el tanto conclusivo de la goleada 4-0 frente a Guadalupe. El 28 de noviembre sufrió una lesión que le impidió participar en la última etapa del torneo. El conjunto morado finalizó la competencia con el subcampeonato. Ramírez contabilizó veinte presencias, convirtió dos goles y puso una asistencia. El 30 de diciembre se anunció su salida debido al fin de su contrato.

### Guadalupe F. C.
El 10 de enero de 2022, el equipo de Guadalupe hizo oficial la incorporación de Ramírez a la plantilla.

## Selección nacional

### Categorías inferiores
David debutó con la Selección sub-20 de Costa Rica en el Torneo Clasificatorio de la UNCAF para el Campeonato de la Concacaf de 2013. Su primer partido de la fase de grupos se llevó a cabo el 17 de julio de 2012 contra Nicaragua, donde participó los 90 minutos y con victoria 3-2. Posteriormente, su segundo juego fue ante Honduras en el Estadio Francisco Morazán. El director técnico de la Sele Carlos Watson reemplazó a Ramírez en el minuto 75', y en su lugar entró Jean Scott; partido que finalizó con empate 0-0. Según los resultados obtenidos en esta competición, la escuadra Tricolor logró avanzar al campeonato regional del año siguiente. El 18 de febrero de 2013, comenzó la clasificación para el Mundial de Turquía que se disputaría a mediados del año, y Costa Rica fue ubicado en el grupo A, compartido con Estados Unidos y Haití. El primer partido ante los haitianos dio lugar el 20 de febrero, David tuvo actuación en ese encuentro por 81 minutos en la victoria 1-0, aunque fue sustituido por Joseph Mora. Dos días después, los Ticos enfrentaron a los estadounidenses en el Estadio Universitario de la BUAP, en Puebla. El resultado final fue 1-0, con derrota. En esta oportunidad, Ramírez entró como variante por Mora al minuto 46'. El equipo nacional avanzó a los cuartos de final del campeonato, y se enfrentó a Cuba el 26 de febrero en el mismo escenario deportivo. El jugador costarricense anotó al minuto 40' para el empate momentáneo de 1-1, pero no les alcanzó debido a la anotación posterior de los cubanos, la cual indicó el marcador definitivo 2-1, dejando a la Sele sin la oportunidad mundialista.

#### Juegos Centroamericanos 2013
En marzo de 2013, se llevó a cabo los Juegos Centroamericanos, y el delantero fue tomado en consideración por el entrenador Jafet Soto para representar de nuevo a la Selección sub-20 en fútbol masculino. La escuadra costarricense fue ubicada en el grupo A, junto con El Salvador, Belice y Nicaragua. El primer encuentro disputado fue ante los beliceños el 7 de marzo, con victoria 3-0. Ramírez salió de cambio por Mayron George al minuto 62'. Dos días más tarde, la Tricolor enfrentó a Nicaragua, donde también se obtuvo la victoria 2-0, los dos goles fueron anotados por David en los minutos 13' y 20'. Por último, se efectuó el último partido de la fase de grupos frente a los salvadoreños, el cual la Sele volvió a triunfar 3-0, y las tres anotaciones fueron conseguidas por el futbolista. De esta manera, Costa Rica avanzó de manera invicta a las semifinales del torneo. El 13 de marzo, se disputó el juego para clasificar a la final contra Guatemala, con la participación de David por 69 minutos, los costarricenses salieron victoriosos 2-1. Por último, el 15 de marzo fue la final contra los hondureños en el Estadio Nacional. El jugador tico quedó en la suplencia, y su selección salió derrotada 0-1, obteniendo así la medalla de plata.
| Juegos                       | Sede       | Resultado  |
| ---------------------------- | ---------- | ---------- |
| Juegos Centroamericanos 2013 | Costa Rica | Subcampeón |

#### Torneo Esperanzas de Toulon 2015
Participó una vez más con una categoría menor, la cual fue la sub-23 en el Torneo Esperanzas de Toulon 2015. Su primer juego fue ante la selección de los Países Bajos el 27 de mayo en el Stade Léo Lagrange. A pesar de anotar dos goles, su equipo perdió 3-2. Al final de ese mes, la Sele enfrentó a Estados Unidos, y el jugador consiguió marcar una anotación en la victoria 2-1. El 2 de junio, se jugó ante Francia en el Stade de Lattre-de-Tassigny, partido que terminó con derrota 2-1. Dos días después, la Tricolor disputó su último juego contra Catar y en esta ocasión Ramírez quedó en el banquillo de suplentes, pero ingresó al minuto 25' por su compañero Mauricio Ayales. El marcador terminó con empate 1-1, por lo que Costa Rica no logró avanzar a la siguiente ronda.
| Copa                             | Sede    | Resultado      |
| -------------------------------- | ------- | -------------- |
| Torneo Esperanzas de Toulon 2015 | Francia | Fase de grupos |

#### Preolímpico de Concacaf 2015
El director técnico Luis Fernando Fallas tomó en cuenta a Ramírez para buscar la clasificación hacia Río 2016. La selección costarricense quedó ubicada en el grupo B del Preolímpico, junto con México, Honduras y Haití. El primer partido se llevó a cabo el 2 de octubre de 2015 contra los mexicanos en el StubHub Center, de Carson en California. El delantero inició como titular pero fue reemplazado por Kenneth Dixon al minuto 73', y el resultado terminó en pérdida con cifras de goleada 4-0. Para el segundo encuentro, su país estaba obligado a lograr un marcador que le diera oportunidades de avanzar, pero no fue así ya que volvieron a perder 0-2 en el mismo escenario deportivo frente a los hondureños. David participó los 90 minutos, y cuando el juego estaba en tiempo de reposición, el jugador cometió una falta merecedora de tarjeta roja, pero únicamente el árbitro canadiense Mathieu Bourdeau le mostró la amarilla. Con estos resultados, su selección quedó sin posibilidades de ir a esa competición. El último cotejo se desarrolló el 7 de octubre, en el Dick's Sporting Goods Park de Commerce City, Colorado. El atacante salió nuevamente de titular en el empate a un gol.
| Competición                  | Sede           | Resultado      |
| ---------------------------- | -------------- | -------------- |
| Preolímpico de Concacaf 2015 | Estados Unidos | Fase de grupos |

### Selección absoluta

#### Copa Centroamericana 2014
En agosto de 2014, el entrenador interino Paulo Wanchope realizó la lista oficial de convocados que participarían en la Copa Centroamericana en Estados Unidos, y David fue tomado en cuenta. Su primer encuentro como internacional absoluto se dio el 3 de septiembre, contra la selección nicaragüense; el marcador final fue 3-0 a favor de los costarricenses. Tres días posteriores, su selección enfrentó a Panamá en el Estadio Cotton Bowl, y Ramírez entró como sustitución por Joel Campbell al minuto 69'. El resultado final quedó empatado 2-2 y con esto la Sele clasificó a la final de la copa. El último encuentro se disputó en Los Angeles Memorial Coliseum el 13 de septiembre. El conjunto tico derrotó 1-2 a los guatemaltecos con anotaciones de sus compañeros Bryan Ruiz y Juan Bustos Golobio. David Ramírez jugó 90 minutos pero salió de cambio por Jonathan Moya, y ganó su primer torneo internacional y el 8° de la Sele.
| Copa                      | Sede           | Resultado |
| ------------------------- | -------------- | --------- |
| Copa Centroamericana 2014 | Estados Unidos | Campeón   |

La selección costarricense realizó una gira de partidos amistosos en el continente asiático y enfrentó a los conjuntos de Omán y Corea del Sur, con victorias 3-4 y 1-3, respectivamente. David anotó su primer gol ante los omanís en el minuto 50'. Su último partido del año se jugó el 13 de noviembre contra Uruguay en el Estadio Centenario, David participó 57 minutos y fue reemplazado por Johan Venegas. El marcador final acabó con empate 3-3, por lo que se definió al ganador en la tanda de penales, la cual ganó Costa Rica 6-7.

#### Copa de Oro 2015

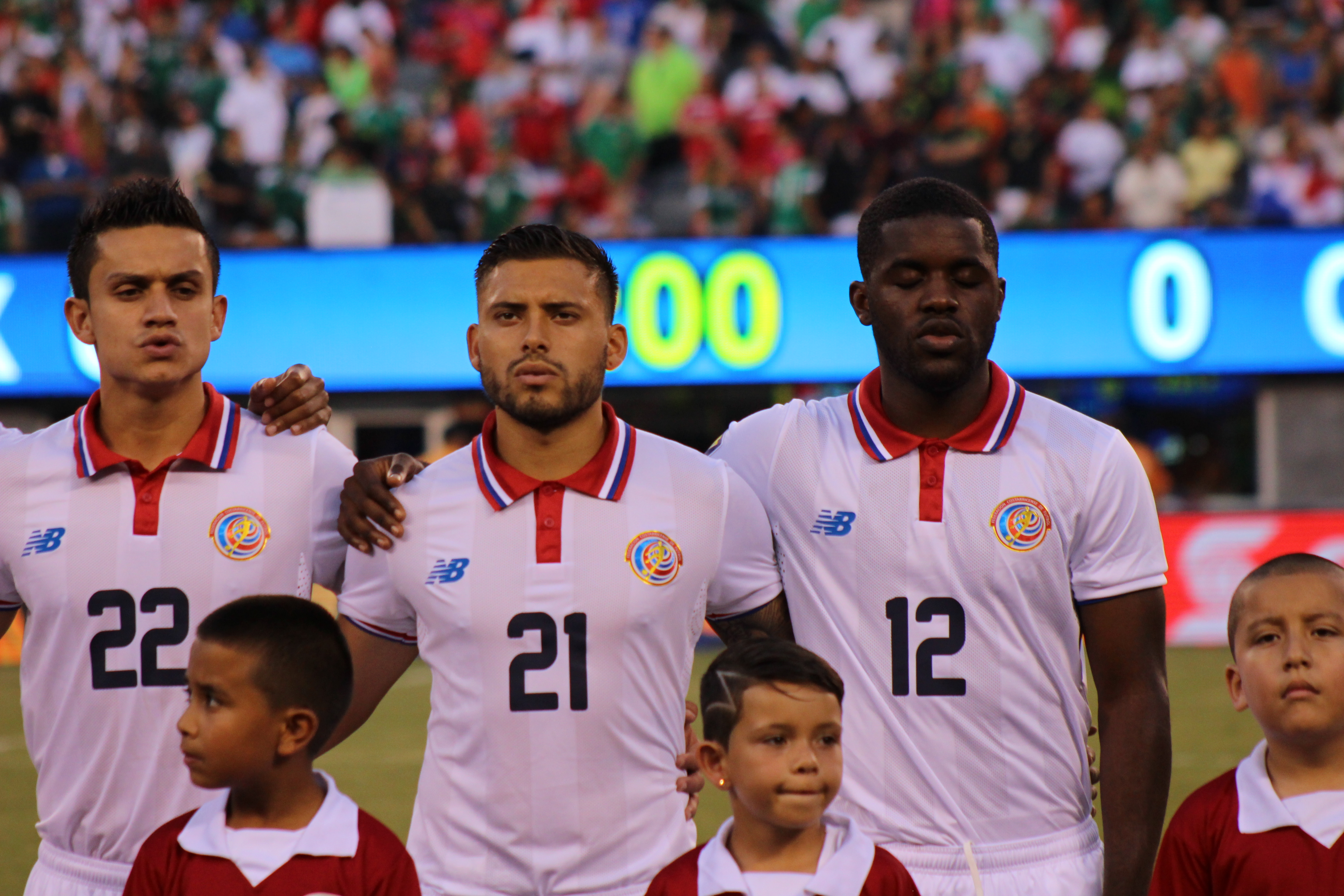
Ramírez (centro), junto con José Miguel Cubero (izquierda) y Joel Campbell (derecha) en el partido de los cuartos de final de la Copa de Oro 2015 contra México.

El director técnico de la selección absoluta Paulo Wanchope hizo la nómina de futbolistas que tendrían participación en los amistosos del mes de junio y posteriormente en la Copa de Oro 2015, y David fue incluido en la lista. Al principio no pudo jugar los partidos ante Colombia y España, los días 6 y 11 de junio, en orden respectivo, por su convocatoria con el conjunto sub-23, pero sí se presentó el 27 de junio contra México en el Estadio Citrus Bowl en Orlando. En este encuentro, anotó al minuto 4', luego asistió a su compañero Johan Venegas para provocar el gol en propia meta del mexicano Miguel Layún, pero después su rival logró el empate definitivo 2-2. La Copa de Oro dio comienzo, y su selección quedó ubicada en el grupo B, compartido con Jamaica, El Salvador y Canadá. El primer encuentro dentro de un torneo oficial se llevó a cabo el 8 de julio en el StubHub Center contra la selección jamaiquina, David Ramírez participó 74 minutos, ya que fue reemplazado por Deyver Vega, y logró anotar al minuto 37'. Sin embargo, el resultado final fue 2-2. El 11 de julio, se dio el segundo cotejo en el BBVA Compass Stadium contra El Salvador, y el futbolista participó 65 minutos en el empate 1-1, lo que generó muchas dudas hacia el cuerpo técnico y jugadores. El 14 de julio, se definió el partido por la clasificación de los costarricenses ante Canadá en el BMO Field en territorio canadiense, y una vez más se obtuvo un empate y el pase a los cuartos de final tras alcanzar el 2° lugar de la tabla. Su último partido en la competición regional se desarrolló el 19 de julio, en el MetLife Stadium de Nueva Jersey, donde su selección enfrentó a México por los cuartos de final. Cerca de acabar el segundo tiempo extra, se señaló un penal inexistente a favor de los mexicanos, y el futbolista Andrés Guardado marcó la única anotación del juego, lo que significó la eliminación de Costa Rica. Ramírez participó en esta ocasión 62 minutos. Tras el mal arbitraje, el delantero reclamó fuertemente contra los referees, y esto le costó una sanción para los próximos juegos con su país.
| Copa             | Sede                  | Resultado        |
| ---------------- | --------------------- | ---------------- |
| Copa de Oro 2015 | Estados Unidos Canadá | Cuartos de final |

El 22 de enero de 2016, el entrenador de su selección Óscar Ramírez, dio en conferencia de prensa la lista de futbolistas que participarían en el encuentro amistoso del 2 de febrero, en fecha no FIFA frente a Venezuela en la ciudad de Barinas; el delantero fue tomado en cuenta después de casi siete meses de ausencia. El partido se llevó a cabo en el Estadio Agustín Tovar; Ramírez fue titular, recibió tarjeta amarilla al minuto 29', posteriormente acumuló la segunda y por consiguiente la expulsión al minuto 65', dejando con 9 futbolistas a su país, ya que también su compañero Johan Venegas salió expulsado. Finalmente, el resultado fue de 1-0, con derrota.
El 2 de mayo de 2016, el entrenador de la selección costarricense dio la lista preliminar de 40 futbolistas que fueron considerados para afrontar la Copa América Centenario, donde David apareció en la nómina. Sin embargo, el 16 de mayo se confirmó la nómina definitiva que viajó a Estados Unidos, país organizador del evento, en la cual Ramírez quedó descartado.
El siguiente llamado del estratega para conformar el conjunto Tricolor se dio el 26 de mayo de 2017, correspondiente a disputar los dos partidos consecutivos como local en el Estadio Nacional por la eliminatoria mundialista. Ramírez apareció en la lista después de un prolongado tiempo sin ser convocado. El primer encuentro tuvo lugar contra Panamá el 8 de junio, donde sus compañeros fueron los que tuvieron mayores oportunidades de anotar en los minutos iniciales. A causa de la expulsión del defensor Giancarlo González en el segundo tiempo, su equipo se vio obligado a variar el sistema y los rivales asumieron el rol en la ofensiva. Sin embargo, tras situaciones apremiantes de ambas naciones, el resultado empatado sin goles prevaleció al término de los 90 minutos. Con esto su país acabó con la racha de diez juegos sin ceder puntos como local en estas instancias. Además, los panameños puntuaron después de veintinueve años de no hacerlo en territorio costarricense. En el compromiso del 13 de junio frente a Trinidad y Tobago, el defensa Francisco Calvo aprovechó un centro de Joel Campbell para colocar, mediante un cabezazo dentro del área, la ventaja momentánea de 1-0 en tan solo 48 segundos de iniciado el juego. Las circunstancias se volvieron ríspidas por la respuesta del adversario, provocando la igualdad en las cifras, pero el tanto de Bryan Ruiz al minuto 44' solidificó el resultado de 2-1 para su nación, el cual fue cuidado de manera sagaz durante todo el segundo tiempo. Estadísticamente, David no vio acción en los dos cotejos.

#### Copa de Oro 2017
El delantero fue incluido, el 16 de junio de 2017, en la lista oficial del director técnico Óscar Ramírez para la realización de la Copa de Oro de la Concacaf que tuvo lugar en Estados Unidos. El 7 de julio se disputó el primer encuentro del certamen en el Red Bull Arena de Nueva Jersey, lugar donde se efectuó el clásico centroamericano contra Honduras. David Ramírez entró de cambio al minuto 81' por el lesionado Marco Ureña y, por otra parte, su compañero Rodney Wallace brindó una asistencia a Ureña al minuto 38' para que concretara el único gol de su nación para la victoria ajustada de 0-1. Cuatro días posteriores se dio el segundo cotejo ante Canadá en el BBVA Compass Stadium, escenario en el cual prevaleció la igualdad a un tanto. El 14 de julio fue titular y anotó al minuto 82' en el último compromiso por el grupo frente a Guayana Francesa en el Estadio Toyota de Frisco, Texas. Los Ticos se impusieron 3-0 para asegurar un lugar a la siguiente ronda como líderes de la tabla con siete puntos. Su selección abrió la jornada de los cuartos de final el 19 de julio en el Lincoln Financial Field de Philadelphia, Pennsylvania, contra Panamá. Un testarazo del rival Aníbal Godoy mediante un centro de David Guzmán, al minuto 76', provocó la anotación en propia puerta de los panameños, lo que favoreció a su combinado en la clasificación a la otra instancia por el marcador de 1-0. La participación de su escuadra concluyó el 22 de julio en el AT&T Stadium, con la única pérdida en semifinales de 0-2 ante Estados Unidos.
| Copa             | Sede           | Resultado   |
| ---------------- | -------------- | ----------- |
| Copa de Oro 2017 | Estados Unidos | Semifinales |

El 25 de agosto de 2017 fue seleccionado en la lista de futbolistas para enfrentar el penúltimo par de juegos eliminatorios. El 1 de septiembre se produjo el primer juego ante el combinado de Estados Unidos en el Red Bull Arena de Nueva Jersey. Ramírez permaneció en la lista de suplentes y el marcador se definió en victoria con cifras de 0-2, mediante el doblete de su compañero Marco Ureña. Para el segundo juego del 5 de septiembre contra México, de local en el Estadio Nacional, los costarricenses rescataron el empate a un tanto tras haber estado con el resultado adverso.
El 14 de mayo de 2018, David fue tomado en cuenta para la lista de espera en caso de una eventualidad en el grupo que llamó el entrenador Óscar Ramírez para la disputa de la Copa Mundial de Rusia.
El 28 de agosto de 2018, David fue incluido en la lista de convocados de la selección costarricense por el entrenador interino Ronald González, conformando el grupo que enfrentaría una serie de juegos amistosos en el continente asiático. El 7 de septiembre, en el partido contra Corea del Sur en el Estadio de Goyang, el delantero entró de relevo por Mayron George al minuto 68' y vio la pérdida de su combinado con cifras de 2-0. El 11 de septiembre, para el fogueo frente a Japón celebrado en la ciudad de Suita, Ramírez apareció en el once titular mientras su selección terminó con la derrota por 3-0.
El 4 de octubre de 2018, en rueda de prensa del director técnico Ronald González, se hizo el llamado de Ramírez para disputar los fogueos de la fecha FIFA del mes. El primer duelo se realizó el 11 de octubre en el Estadio Universitario de Monterrey, en donde su combinado enfrentó al conjunto de México. El jugador se quedó sin ver acción y su país perdió con marcador de 3-2. Para el cotejo del 16 de octubre contra el equipo de Colombia en el Red Bull Arena en territorio estadounidense, el equipo Tico cedió el resultado tras caer derrotado con cifras de 1-3. David participó por 72 minutos y salió de cambio por Barlon Sequeira.

## Estadísticas

### Clubes
Actualizado al último partido jugado el 28 de noviembre de 2021.
| Deportivo Saprissa Costa Rica |               |               |     |    |    |   |    |    |     |    |
| 1.ª | 2013-14       | 27            | 10  | 7  | 1  | — | —  | 34 | 11  |    |
| 1.ª | 2014-15       | 17            | 4   | 5  | 3  | 4 | 0  | 26 | 7   |    |
| Total club | Total club    | 44            | 14  | 12 | 4  | 4 | 0  | 60 | 18  |    |
| Évian Thonon Gaillard F. C. Francia |               |               |     |    |    |   |    |    |     |    |
| 1.ª | 2014-15       | 6             | 0   | 1  | 0  | — | —  | 7  | 0   |    |
| Total club | Total club    | 6             | 0   | 1  | 0  | — | —  | 7  | 0   |    |
| Deportivo Saprissa Costa Rica |               |               |     |    |    |   |    |    |     |    |
| 1.ª | 2015-16       | 33            | 6   | 0  | 0  | 3 | 1  | 36 | 7   |    |
| Total club | Total club    | 33            | 6   | 0  | 0  | 3 | 1  | 36 | 7   |    |
| Moreirense F. C. Portugal |               |               |     |    |    |   |    |    |     |    |
| 1.ª | 2016-17       | 21            | 2   | 4  | 0  | — | —  | 25 | 2   |    |
| Total club | Total club    | 21            | 2   | 4  | 0  | — | —  | 25 | 2   |    |
| Deportivo Saprissa Costa Rica |               |               |     |    |    |   |    |    |     |    |
| 1.ª | 2017-18       | 46            | 17  | —  | —  | 1 | 0  | 47 | 17  |    |
| Total club | Total club    | 46            | 17  | —  | —  | 1 | 0  | 47 | 17  |    |
| A. C. Omonia Nicosia Chipre |               |               |     |    |    |   |    |    |     |    |
| 1.ª | 2018-19       | 28            | 8   | 2  | 1  | — | —  | 30 | 9   |    |
| Total club | Total club    | 28            | 8   | 2  | 1  | — | —  | 30 | 9   |    |
| Deportivo Saprissa Costa Rica |               |               |     |    |    |   |    |    |     |    |
| 1.ª | 2019-20       | 11            | 6   | —  | —  | 5 | 1  | 16 | 7   |    |
| Total club | Total club    | 11            | 6   | —  | —  | 5 | 1  | 16 | 7   |    |
| C. S. Cartaginés Costa Rica |               |               |     |    |    |   |    |    |     |    |
| 1.ª | 2021          | 14            | 2   | —  | —  | — | —  | 14 | 2   |    |
| Total club | Total club    | 14            | 2   | —  | —  | — | —  | 14 | 2   |    |
| Deportivo Saprissa Costa Rica |               |               |     |    |    |   |    |    |     |    |
| 1.ª | 2021-22       | 20            | 2   | 1  | 1  | 3 | 0  | 24 | 3   |    |
| Total club | Total club    | 20            | 2   | 1  | 1  | 3 | 0  | 24 | 3   |    |
| Total carrera | Total carrera | Total carrera | 223 | 57 | 20 | 6 | 16 | 2  | 259 | 65 |
| (1) Incluye datos del Torneo de Copa (2013-15) / Coupe de France (2014-15) / Taça de Portugal (2016-17) / Taça da Liga (2016-17) / Copa de Chipre (2018-19) / Supercopa de Costa Rica (2021). (2) Incluye datos de la Liga de Campeones de la Concacaf (2014-20) / Liga Concacaf (2019-21). (3) No incluye goles en partidos amistosos. |               |               |     |    |    |   |    |    |     |    |

### Selección
Actualizado al último partido jugado el 16 de octubre de 2018.
| Sub-20 Costa Rica |                   |    |   |   |   |    |    |    |    |
| 2010 | —                 | —  | 4 | 1 | — | —  | 4  | 1  |    |
| 2012 | —                 | —  | 2 | 0 | — | —  | 2  | 0  |    |
| 2013 | 3                 | 1  | — | — | — | —  | 3  | 1  |    |
| Total | 3                 | 1  | 6 | 1 | — | —  | 9  | 2  |    |
| Sub-21 Costa Rica |                   |    |   |   |   |    |    |    |    |
| 2013 | 5                 | 5  | — | — | — | —  | 5  | 5  |    |
| Total | 5                 | 5  | — | — | — | —  | 5  | 5  |    |
| Sub-22 Costa Rica |                   |    |   |   |   |    |    |    |    |
| 2015 | —                 | —  | — | — | 4 | 3  | 4  | 3  |    |
| Total | —                 | —  | — | — | 4 | 3  | 4  | 3  |    |
| Sub-23 Costa Rica |                   |    |   |   |   |    |    |    |    |
| 2015 | 3                 | 0  | — | — | — | —  | 3  | 0  |    |
| Total | 3                 | 0  | — | — | — | —  | 3  | 0  |    |
| Absoluta Costa Rica |                   |    |   |   |   |    |    |    |    |
| 2014 | 3                 | 0  | — | — | 3 | 1  | 6  | 1  |    |
| 2015 | 4                 | 1  | — | — | 1 | 1  | 5  | 2  |    |
| 2016 | —                 | —  | — | — | 1 | 0  | 1  | 0  |    |
| 2017 | 5                 | 1  | — | — | — | —  | 5  | 1  |    |
| 2018 | —                 | —  | — | — | 3 | 0  | 3  | 0  |    |
| Total | 12                | 2  | — | — | 8 | 2  | 20 | 4  |    |
| Total selecciones | Total selecciones | 23 | 8 | 6 | 1 | 12 | 5  | 41 | 14 |
| (1) Incluye datos del Campeonato Sub-20 de la Concacaf (2013) / Juegos Centroamericanos (2013) / Preolímpico de Concacaf (2015) / Copa Centroamericana (2014) / Copa Oro de la Concacaf (2015-17). (2) Incluye datos de la Eliminatoria centroamericana al Campeonato Sub-20 de la Concacaf (2010-12). (3) Incluye datos del Torneo Esperanzas de Toulon (2015). |                   |    |   |   |   |    |    |    |    |

#### Goles internacionales
| Núm. | Fecha                 | Lugar                               | Rival            | Gol | Resultado | Competición      |
| ---- | --------------------- | ----------------------------------- | ---------------- | --- | --------- | ---------------- |
| 1    | 10 de octubre de 2014 | Sultan Qaboos Sports Complex, Omán  | Omán             | 1-4 | 3-4       | Amistoso         |
| 2    | 27 de junio de 2015   | Estadio Citrus Bowl, Estados Unidos | México           | 0-1 | 2-2       | Amistoso         |
| 3    | 8 de julio de 2015    | StubHub Center, Estados Unidos      | Jamaica          | 2-1 | 2-2       | Copa de Oro 2015 |
| 4    | 14 de julio de 2017   | Estadio Toyota, Estados Unidos      | Guayana Francesa | 3-0 | 3-0       | Copa de Oro 2017 |

## Palmarés

### Títulos nacionales
| Título                         | Club               | País       | Año  |
| ------------------------------ | ------------------ | ---------- | ---- |
| Torneo de Copa de Costa Rica   | Deportivo Saprissa | Costa Rica | 2013 |
| Primera División de Costa Rica | Deportivo Saprissa | Costa Rica | 2014 |
| Primera División de Costa Rica | Deportivo Saprissa | Costa Rica | 2014 |
| Primera División de Costa Rica | Deportivo Saprissa | Costa Rica | 2015 |
| Copa de la Liga de Portugal    | Moreirense F. C.   | Portugal   | 2017 |
| Primera División de Costa Rica | Deportivo Saprissa | Costa Rica | 2018 |
| Primera División de Costa Rica | Deportivo Saprissa | Costa Rica | 2020 |
| Supercopa de Costa Rica        | Deportivo Saprissa | Costa Rica | 2021 |

### Títulos internacionales
| Título               | Equipo                  | País           | Año  |
| -------------------- | ----------------------- | -------------- | ---- |
| Copa Centroamericana | Selección de Costa Rica | Estados Unidos | 2014 |
| Liga Concacaf        | Deportivo Saprissa      | Concacaf       | 2019 |

### Distinciones individuales
| Distinción                                                             | Año  |
| ---------------------------------------------------------------------- | ---- |
| Mejor Jugador Revelación Sub-21 de la Temporada 2013-14 de la Liga FPD | 2014 |